# Aniselytron treutleri
Aniselytron treutleri är en gräsart som först beskrevs av Carl Ernst Otto Kuntze, och fick sitt nu gällande namn av Jiří Soják. Aniselytron treutleri ingår i släktet Aniselytron och familjen gräs. Inga underarter finns listade i Catalogue of Life.